# Novotettix
Novotettix is een geslacht van rechtvleugeligen uit de familie grottensprinkhanen (Rhaphidophoridae). De wetenschappelijke naam van dit geslacht is voor het eerst geldig gepubliceerd in 1966 door Richards.

## Soorten
Het geslacht Novotettix  is monotypisch en omvat slechts de volgende soort:
- Novotettix naracoortensis (Richards, 1966)